# Ocellularia interponenda
Ocellularia interponenda är en lavart som först beskrevs av William Nylander och som fick sitt nu gällande namn av Mason Ellsworth Hale 1980. 
Ocellularia interponenda ingår i släktet Ocellularia,  och familjen Thelotremataceae.   Inga underarter finns listade.